# Ayn al-Arab District
Ayn al-Arab District (arabiska: منطقة عين العرب) är ett distrikt i Syrien.   Det ligger i provinsen Aleppo, i den norra delen av landet, 400 kilometer nordost om huvudstaden Damaskus. Antalet invånare är 192 513.
Omgivningarna runt Ayn al-Arab District är i huvudsak ett öppet busklandskap. Runt Ayn al-Arab District är det ganska tätbefolkat, med 86 invånare per kvadratkilometer.